# Mohamed Latif
Pour les articles homonymes, voir Latif (homonymie).
Mohamed Latif (arabe : محمد لطيف) (né le 23 octobre 1909 et mort le 17 mars 1990) est un footballeur égyptien.

## Biographie
Il fut le premier grand joueur égyptien de l'histoire. Il a porté les couleurs du Zamalek, des Glasgow Rangers et de l'équipe d'Égypte. Il a grandement contribué à qualifier l'équipe d'Égypte pour la coupe du monde 1934 en inscrivant deux buts face à la Palestine. Il a également disputé les Jeux olympiques de Berlin en 1936.